# 車駕之古址古墳
車駕之古址古墳（しゃかのこしこふん）は、和歌山県和歌山市木ノ本にある古墳。形状は前方後円墳。和歌山県指定史跡に指定され、出土品は和歌山県指定有形文化財に指定されている。
1990年代初めに住宅開発による事前の発掘調査が行われ、その重要さから保存されることになった。墳丘盛土内から国内唯一の金製の勾玉が出土している。

## 概要
和歌山平野の北西部、和泉山脈南側裾部の段丘上に所在しており、東西にある釜山古墳（円墳）、茶臼山古墳（前方後円墳）とともに釜山古墳群（木ノ本古墳群）を形成している。低い墳丘（以前から墳丘の上部が大きく削平されていたようである）の一部が畑として耕作されている他は雑木林がまばらに生える草地の状態であった。墳丘の周辺で発掘調査がされた時、墳丘から流出した大量の埴輪片が出土したことがあり、また後円部裾部が試掘調査されたことがある程度で本格的調査は行われたことはなかった。

### 消滅の危機と保存への動き
1988年に古墳の所在する場所で複数の開発業者により、宅地開発の動きがあり、地元の和歌山市教育委員会は、開発の断念を申し入れ、協議を重ねた。しかしながら、業者側の開発の意思は変わらず、宅地開発を前提とした全面発掘調査が行なわれることになった。1989年12月より調査が開始され、1991年まで3次にわたる発掘調査が行われた。その結果、段築の状況、葺石、造り出しの存在などが明らかにされたが、埋葬施設は確認されなかった。しかしながら、2次堆積層から金製勾玉1個が出土し、発掘調査の進展とともに、古墳への評価が高まり、各方面から古墳の保存と整備を求める要望書や陳情書が提出されるに到った。金製勾玉は韓国の新羅古墳などでは出土例はあるものの、国内の古墳では初の出土であった（沖縄県斎場御嶽遺跡からも出土例があるが時代が降ると思われる）。これを受け、当時の和歌山市長は古墳の保存を表明し、古墳のある場所を和歌山市が業者から買い取り、公有化されることとなった。

### 車駕古址古墳出土の金製勾玉
当古墳出土の金製勾玉は中空の構造で、長さ18ミリ、頭部径8ミリ、重さ1.6グラムで小ぶりながら精巧なつくりである。非破壊の方法で分析したところ、30パーセント以上の銀と微量の銅を含むことがわかった。これはほぼ16金にあたるという。

### 墳丘および周濠と築造時期
3次にわたる発掘調査とその後の保存整備の調査により、墳丘の全長約86メートル、後円部直径約51メートル、前方部約62メートルあり、墳丘の周囲には周濠が存在したことが明らかとなった。周濠を含めた全長は112メートルとなる。周濠部分からは造り出し部から転落したと思われる埴輪類が出土している。埴輪には円筒埴輪だけでなく家形埴輪や蓋形埴輪が出土しており、さらに紀伊では初めて囲形埴輪が出土している。囲形埴輪は古墳時代の導水祭祀を忠実に表現したものと考えられる。周濠の外堤部の調査などで、外側に4-5メートルの溝が複数の箇所で検出されており、周濠は二重であった可能性も指摘されている。
出土した埴輪などの資料から築造時期は5世紀第3四半期と考えられる。
車駕之古址古墳は1994年、和歌山県指定史跡に指定され、古墳とその周囲は古墳公園として整備されている。また金製勾玉と形象埴輪類を含む出土品は、1995年、県指定有形文化財に指定されている。

## 文化財

### 和歌山県指定文化財
- 有形文化財
  - 車駕之古址古墳出土品 一括 - 1995年（平成7年）4月11日指定[5]。
- 史跡
  - 車駕之古址古墳 - 1994年（平成6年）4月20日指定[5]。